# Hühnersuppe

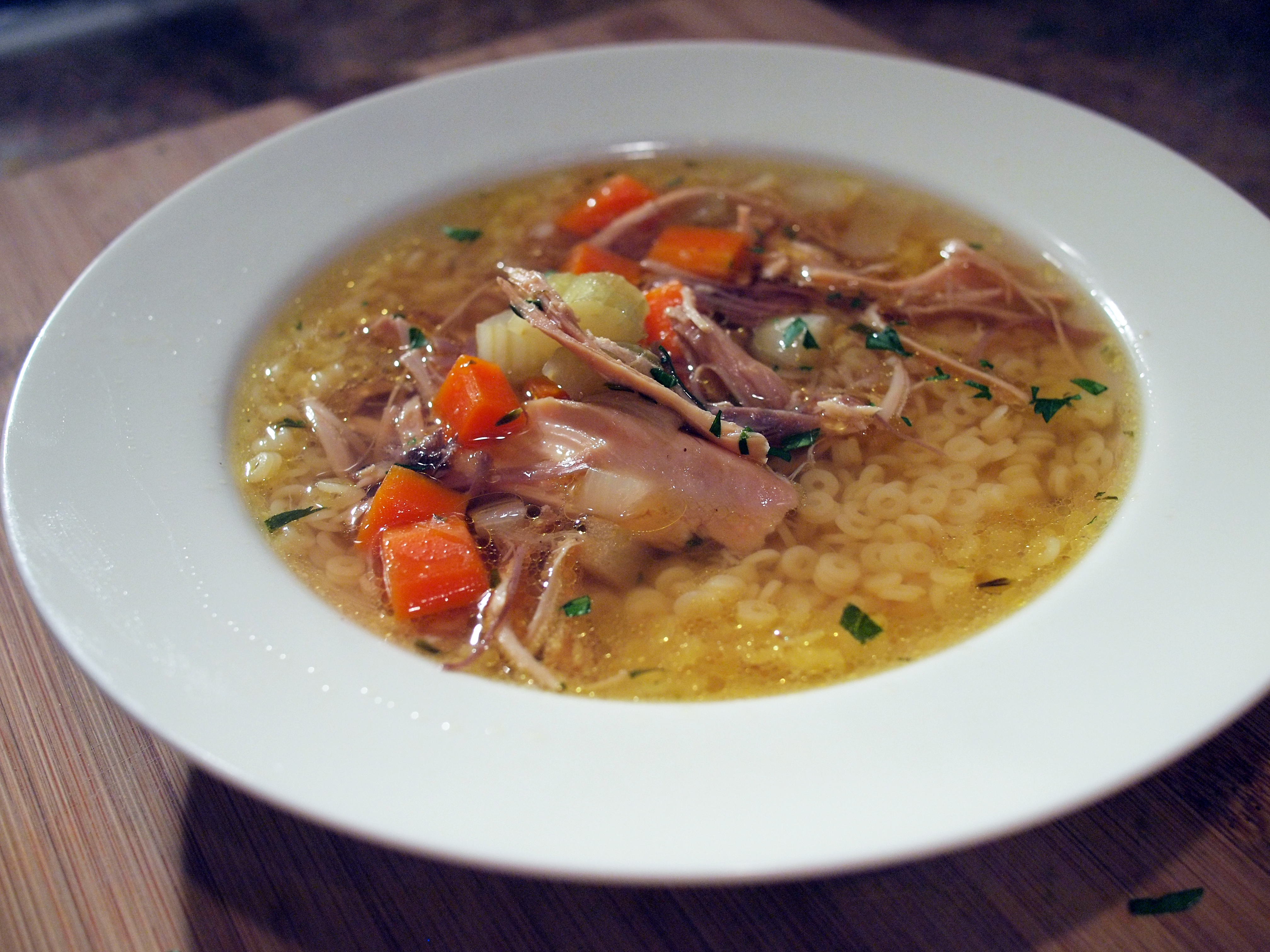
Ein Teller Hühnersuppe mit Nudeln und Gemüse

Hühnersuppe ist eine Suppe, die durch das Kochen von Hühnerteilen in Wasser unter Zugabe verschiedener Gemüse und Gewürze entsteht. Die klassische Hühnersuppe besteht aus einer klaren Suppe, in der sich kleine Stücke Huhn und/oder Gemüse befinden. Varianten sind Suppe mit Nudeln, Klößen oder Reis sowie Hafer. Hühnersuppe hat den Ruf, ein Hausmittel gegen Erkältungen zu sein. Hühnersuppe gilt als klassische Nahrung für Genesende.

## Terminologie
- Hühnerbrühe ist eine reduzierte Variante der Suppe. Man verwendet zur Herstellung auch Hühnerteile wie Füße, Hälse oder Knochen – so ergibt sich ein höherer Gelatinegehalt, daher ist Fond zum Binden von Saucen hervorragend geeignet.
- Hühnerbouillon ist der flüssige Teil von Hühnersuppe. Es gibt sie auch als Brühwürfel. Kräftige Bouillon kann als Ersatz für Brühe verwendet werden.
- Hühnerconsommé ist eine geklärte Hühnerbouillon. Meist ist sie vollkommen klar und wird reduziert, um den Geschmack der Bouillon zu verstärken.

## Heilende Wirkung
Hühnersuppe wurde schon von den alten Ägyptern als Mittel gegen Erkältungen verwendet. Im 10. Jahrhundert beschrieb der persische Arzt Avicenna in seinen Werken die positive Wirkung von Hühnersuppe. Im 12. Jahrhundert schrieb der jüdische Gelehrte Maimonides, dass Hühnersuppe „gut zur Wiederherstellung gestörten Humors“ (im Sinn von Körpersäften) sei, und empfahl sie als Krankennahrung, speziell für Personen mit Hämorrhoiden und im Anfangsstadium von Lepra.
In der modernen Forschung gibt es vorsichtige Hinweise, dass Hühnersuppe einen Einfluss auf die Entzündungsreaktion des Körpers haben könnte. In einem Laborexperiment wurde auf bestimmte weiße Blutkörperchen verdünnte Hühnersuppe gegeben, die daraufhin eine veränderte Aktivität zeigten. Dies könnte auf einen positiven, entzündungshemmenden Einfluss auf den Krankheitsverlauf bei Erkältungskrankheiten hinweisen. Welche Inhaltsstoffe der Suppe diese Reaktion bewirken, ist unbekannt. Das beschriebene Experiment wurde im Reagenzglas an isolierten Zellen durchgeführt (In-vitro-Versuch), sodass die beobachteten Auswirkungen nicht ohne weiteres Rückschlüsse auf die wirklichen Vorgänge im Körper zulassen. Ob Hühnersuppe tatsächlich bei Erkältungen hilft, ist wissenschaftlich daher nicht geklärt.
Das Schlürfen heißer Suppe unterstützt auch die Entschleimung (abschwellende Wirkung auf Schleimhäute). Schließlich kann auch ein Placebo-Effekt angenommen werden.

## Internationale Varianten
Aschkenasisches Judentum

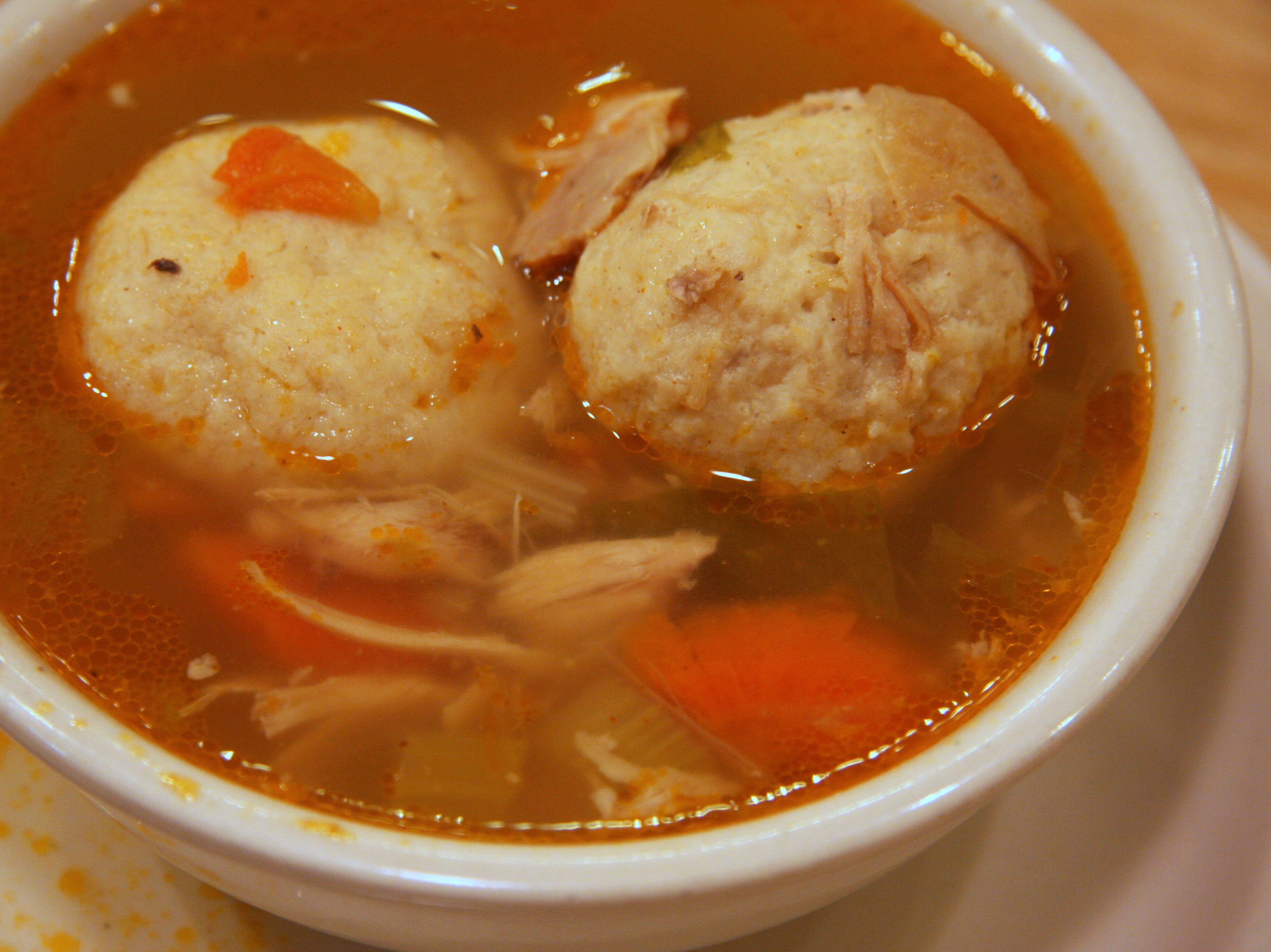
Goldene Joich (Jüdische Hühnersuppe) mit Knaidlech

Hühnersuppe ist Teil der aschkenasischen jüdischen Küche. Sie wird jiddisch als Goldene Jouch oder Goldene Joich (goldene Brühe), in den USA auch als Jewish Penicillin (jüdisches Penizillin) bezeichnet und besonders am Sabbat und an Feiertagen gegessen. Traditionelle Gewürze sind Dill und Petersilie. Als Suppeneinlage werden Lokschen (flache Eiernudeln), Farfel, Mandelach, Knaidlech beigegeben.
Belgien
Waterzooi (Wassersuppe) ist ein Eintopf mit Huhn, Gemüse und Sahne aus der Gegend um Gent.
Brasilien
Canja wird mit weißem Reis, Karotten und zerfasertem Hühnerfleisch gekocht und mit Salz, geriebener Zwiebel und Knoblauch sowie mit etwas Kreuzkümmel und Lorbeer gewürzt.
China
Viele ostasiatische Suppen basieren auf Hühnerfond. Typische Gewürze sind: Ingwer, Frühlingszwiebel, Knoblauch, Sojasauce, Reiswein und Sesamöl.
Deutschland
Hier wird Hühnersuppe oft mit Küchenkräutern und Nudeln aus Hartweizengrieß serviert. Verbreitet ist auch Hühnereintopf.
Frankreich
Typische Zutaten der französischen Hühnersuppe sind Lorbeerblätter, frischer Thymian, trockener Weißwein und Knoblauch.
Griechenland
Die griechische Variante der Hühnersuppe, Kotosoupa, wird mit Reis, Olivenöl, Zwiebeln und mit Zitronensaft geschlagenem Ei (Avgolemono) gekocht.
Indonesien

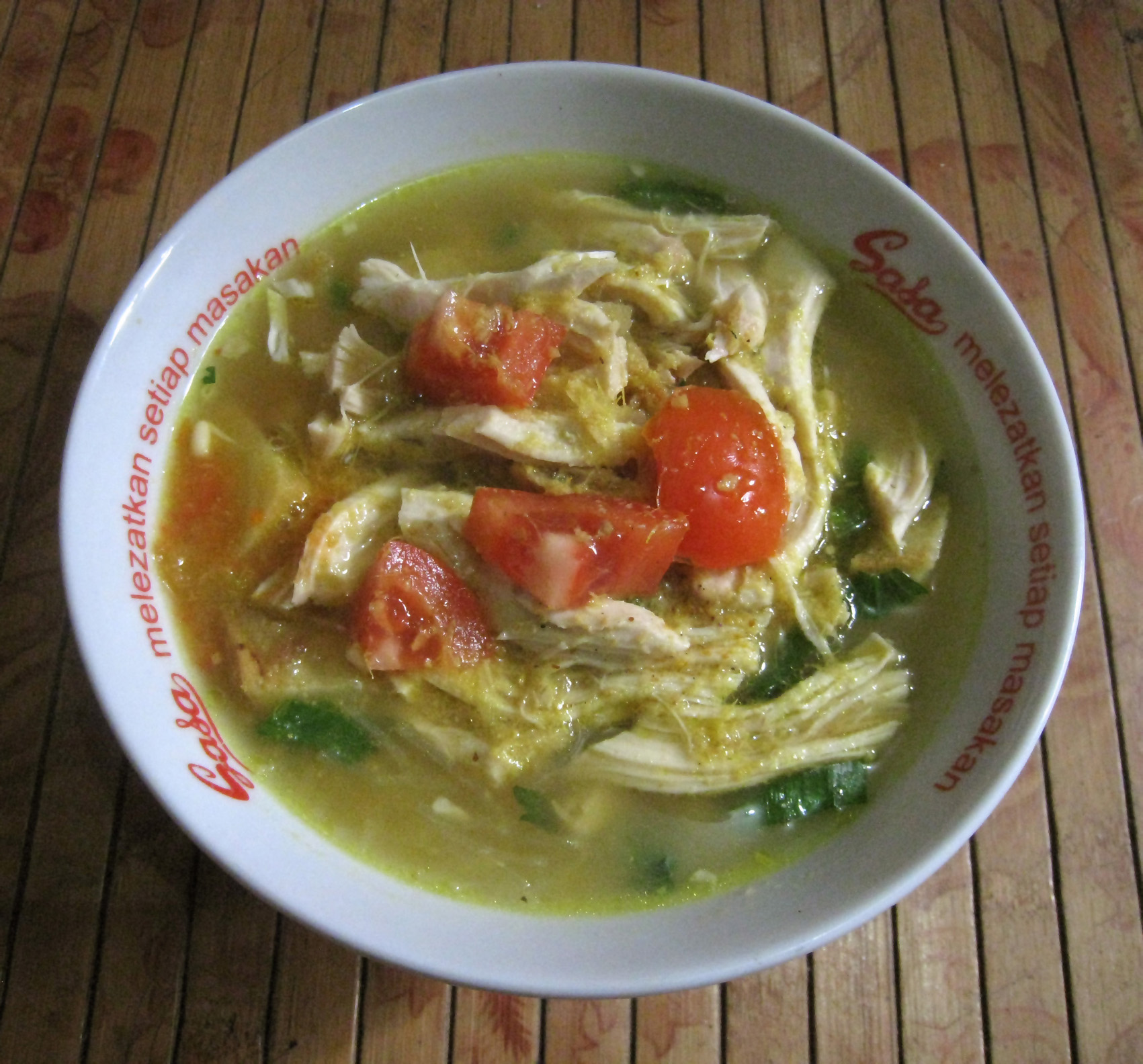
Soto ayam (indonesische Hühnersuppe) mit Gemüse

Soto ayam ist eine indonesische Hühnersuppe mit Gewürzen.
Italien
In Italien wird Hühnersuppe oft mit Nudeln serviert, zum Beispiel als Cappellini in brodo oder Tortellini in brodo.
Kolumbien
Eine kolumbianische Spezialität ist der Ajiaco de Bogotá oder Ajiaco Santafereño. Dabei handelt es sich um eine kräftige Suppe, die aus drei verschiedenen Sorten von Kartoffeln, Hühnerfleisch und jungen Maiskolben besteht und mit Franzosenkraut (Guasca) gewürzt wird. Die Suppe wird mit Kapern und frischer Sahne serviert und mit Avocado und Reis zusammen gegessen.
Eine andere beliebte Suppe ist der Sancocho de Gallina, der mit einem Suppenhuhn, und in Stücke zerteiltem Maniok, unreifen Kochbananen, Arakacha und Kartoffeln gekocht wird. Zum Würzen werden Zwiebeln, Knoblauch, gemahlener Kreuzkümmel, Safran und frischer Koriander verwendet.
Korea
Samgyetang ist koreanische Hühnersuppe, mit koreanischem Ginseng, Jujube, Knoblauch, Ingwer und Rundkornreis. Hier wird Hühnersuppe als Vorbeugung gegen Krankheiten angesehen.
 Mexiko 
In der mexikanischen Küche gibt es Abwandlungen der „sopa de pollo“ (Hühnersuppe), z. B. Caldo tlalpeño oder Caldo Xóchitl. Typisch für Yucatán ist die Sopa de lima.
Osteuropa
In Bulgarien wird Hühnersuppe oft mit Zitronensaft oder Essig gewürzt. In Polen werden geriebene Mandeln in die Suppe gegeben, was möglicherweise der Ursprung der ostjüdischen Suppeneinlage namens Mandelach ist.
Peru
Der typische Caldo de gallina wird mit langen Nudeln, gelben oder weißen Kartoffeln, ein wenig frischem Ingwer, Sellerie und Frühlingszwiebeln zubereitet und mit je einem gekochten Ei im Teller serviert. Frischen Limonensaft und Chili nimmt jeder nach Belieben dazu.
Philippinen
Tinolang manok ist eine philippinische Hühnersuppe mit denselben bekannten Zutaten, wie in Deutschland. Zum Schärfen nimmt man zusätzlich Malungay leaves, Pfefferblätter. Die Suppe wird traditionell mit gekochtem Reis serviert.
Schottland
Die Cock-a-leekie ist eine traditionelle Suppe, die seit 1598 schriftlich belegt ist. Sie wird mit Lauch und Trockenpflaumen zubereitet. Die Feather fowlie ist eine weitere Hühnersuppe, die mit Sahne, Schinken und gestocktem Ei serviert wird.

## Zubereitung

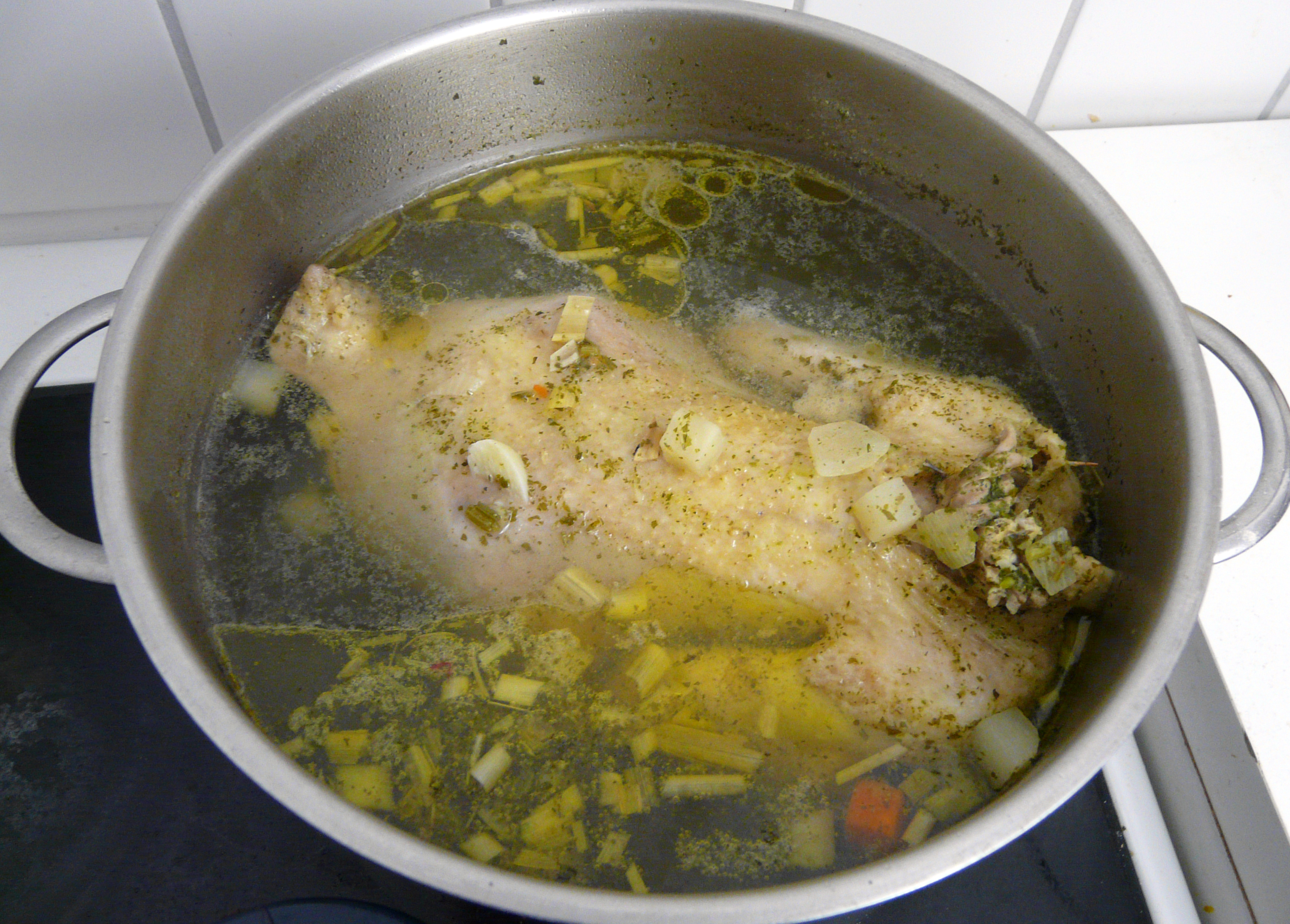
Suppenhuhn im Topf

Der Geschmack der Suppe ist am stärksten, wenn das Huhn in gesalzenem Wasser mit Gemüse wie Zwiebeln, Karotten, Lauch (Porree) und Sellerie gekocht wird. Möchte man mehr Gemüsegeschmack, kann man auch Pastinaken, Petersilie, Zucchini, Süßkartoffeln, ganze Knoblauchknollen oder Tomaten zugeben.
Die Suppe wird in einem großen Topf zum Kochen gebracht und dann für eine bis drei Stunden auf kleiner Flamme geköchelt. Schwarzer Pfeffer und frische Petersilie dienen nach Bedarf zum Abschmecken. Wie bei allen Suppen kann man durch Abschöpfen des Abschaums während der ersten Kochphase eine Klärung erreichen. Safran oder Kurkuma geben der Suppe eine kräftige gelbe Farbe.
Lässt man die Suppe erkalten, kann man durch Abschöpfen des an der Oberfläche verhärteten Fettes eine weniger fette Version herstellen. Je länger man die Suppe köcheln lässt, desto höher ist der aus den Knochen ausgelöste Anteil an Kalzium, allerdings nur, wenn die Suppe sauer ist. Zugabe von Truthahnfleisch erhöht den Eisenanteil der Suppe.

## Literarische Referenzen
Der britische Dramatiker Arnold Wesker setzte der Hühnersuppe in einem Theaterstück, dem sogenannten "kitchen sink drama" Chicken Soup with Barley (Hühnersuppe mit Graupen), ein literarisches Denkmal.